# أكاديمية الحسن الثاني للعلوم والتقنيات
أكاديمية الحسن الثاني للعلوم والتقنيات هي جمعية علمية أسسها الملك الحسن الثاني ملك المغرب عام 1993.
مهمتها تشجيع وتنمية البحث العلمي والتقني، والمساهمة في وضع التوجهات العامة والأساسية للتنمية العلمية والتقنية، وإمكانية تقديم توصيات حول الأولويات في مجال البحث، وكذالك تمويل برامج البحث وتقييمها وإدماج البحث العلمي المغربي في المحيط السوسيواقتصادي الوطني والدولي.
تتكون الأكاديمية من 60 عضوا من بينهم 30 مغربيًا يدعون أعضاء مقيمين، و30 شخصية أجنبية تكون لهم صفة أعضاء مشاركين. تضم كذلك 30 عضوا مراسلًا، يختارون من بين الشخصيات العلمية المغربية والأجنبية وممثلي القطاعات الاقتصادية، تحدد مدة مهامهم في أربع سنوات قابلة للتجديد مرة واحدة.

## أعمالها
المادة 34 من الظهير الشريف رقم 1.93.184:
| أكاديمية الحسن الثاني للعلوم والتقنيات | تعقد أكاديمية الحسن الثاني للعلوم والتقنيات مرة في كل سنة دورة عامة رسمية يمكن أن يحضرها الجمهور بدعوة خاصة. وتهدف إلى جمع أكبر عدد ممكن من الأعضاء المقيمين والمشاركين والمراسلين وتوفير منبر علمي للباحثين والراغبين في تقديم مداخلات خلالها. ويقدم خلال الدورة تقرير عن أعمال ونشاط الأكاديمية خلال السنة المنتهية. علاوة على الدورة المنصوص عليها أعلاه، تعقد أكاديمية الحسن الثاني للعلوم والتقنيات دورات عادية نصف شهرية يجتمع خلالها الأعضاء المقيمون والأعضاء المراسلون المغاربة لدراسة القضايا المتعلقة بتحديد الأولويات الوطنية في مجال البحث العلمي والتقني ومناقشة تقارير الخبراء التي تقدمها هيئات الأكاديمية العلمية فيما يتعلق بمشروعات البحث التي عرضت عليها لتقييمها وتقديرها. | أكاديمية الحسن الثاني للعلوم والتقنيات |